# Nothing to Fear
Nothing to Fear è il secondo album in studio del gruppo musicale statunitense Oingo Boingo, pubblicato nel 1982.

## Tracce
Testi e musiche di Danny Elfman.
1. Grey Matter – 5:50
2. Insects – 3:02
3. Private Life (3:45 on earliest pressings) – 3:18
4. Wild Sex (in the Working Class) – 4:06
5. Running on a Treadmill – 3:20
6. Whole Day Off – 3:54
7. Nothing to Fear (But Fear Itself) – 3:52
8. Why'd We Come – 3:57
9. Islands – 4:40
10. Reptiles and Samurai – 5:23

## Formazione
- Danny Elfman – voce, chitarra
- Steve Bartek – chitarra, cori
- Richard Gibbs – tastiera, sintetizzatore, cori
- Kerry Hatch – basso, synth bass, cori
- Johnny "Vatos" Hernandez – batteria
- Sam "Sluggo" Phipps – sassofono alto, sassofono soprano, voce parlata (in Reptiles and Samurai)
- Leon Schneiderman – sassofono baritono, sassofono alto
- Dale Turner – tromba, trombone